# Oligoryzomys magellanicus
Oligoryzomys magellanicus là một loài động vật có vú trong họ Cricetidae, bộ Gặm nhấm. Loài này được Bennett mô tả năm 1835.